# Sirinchajem
Sirinchajem är en kommunhuvudort i Brasilien.   Den ligger i kommunen Sirinhaém och delstaten Pernambuco, i den östra delen av landet, 1 600 km nordost om huvudstaden Brasília. Sirinchajem ligger 43 meter över havet och antalet invånare är 40 852.
Terrängen runt Sirinchajem är platt, och sluttar österut. Sirinchajem är det största samhället i trakten.
Omgivningarna runt Sirinchajem är en mosaik av jordbruksmark och naturlig växtlighet.